# Erthal (Adelsgeschlecht)

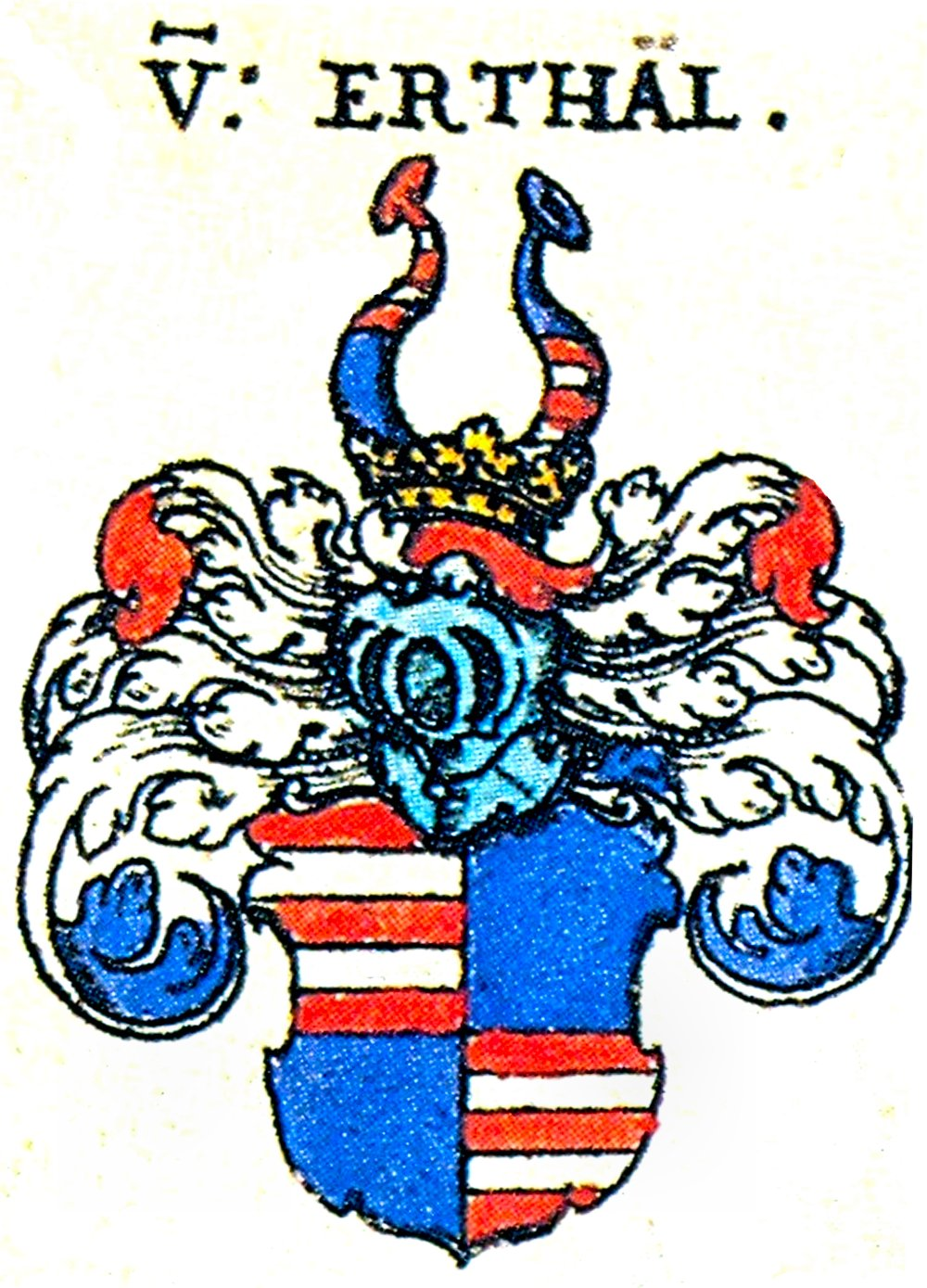
Wappen des Geschlechts Erthal aus Johann Siebmachers Wappenbuch von 1605

Erthal (auch Ehrthal) war der Name eines alten fränkischen Adelsgeschlechts. Untererthal, der Stammsitz der Familie, ist heute ein Ortsteil der Stadt Hammelburg im unterfränkischen Landkreis Bad Kissingen.

## Geschichte
Bereits in der ersten Hälfte des 12. Jahrhunderts tritt die Familie in Franken auf. Als einer der ersten urkundlich nachweisbaren Angehörigen erscheint im Jahr 1170 Heinrich von und zu Erthal, mit dem auch die Stammreihe beginnt. Sein Enkel Heinrich von Erthal starb 1261 als Abt des Klosters Fulda, während ein weiterer Enkel, Conrad von Erthal, den Stamm fortsetzte. Im Jahr 938 soll ein Jakob von Erthal an dem Ritterturnier von Magdeburg teilgenommen haben.
Einer seiner Nachkommen Burchard von Erthal, Herr auf Schwarzenau, war 1520 Gesandter der fränkischen Ritterschaft am kaiserlichen Hof und sein Urenkel Johann Christoph von Erthal († 1637) wurde fürstlich-würzburger Rat und Amtmann zu Haßfurt.
Mitte des 16. Jahrhunderts teilte sich das Geschlecht in zwei Linien, eine Fuldaer Linie, die bereits 1640 wieder erlosch, und eine fränkische Linie. Die fränkische Linie begründete 1626 eine Leutzendorfer Zweiglinie, ausgestorben 1764, und eine Elfershauser Zweiglinie.
Wegen des Besitzes bzw. Teilbesitzes der Herrschaften Elfershausen (mit Schloss Elfershausen), Obererthal, Untererthal (beide heute Ortsteile von Hammelburg) und Hetzlos (heute Ortsteil von Oberthulba) waren die Herren von Erthal vom 16. Jahrhundert bis 1806 Mitglied der Reichsritterschaft im Ritterkanton Rhön-Werra des fränkischen Ritterkreises. Wegen des Besitzes von Schloss Gochsheim und Schloss Schwarzenau Anfang des 17. Jahrhunderts bis 1806 waren sie auch im Ritterkanton Steigerwald und von etwa 1560 bis 1802 im Ritterkanton Baunach immatrikuliert. Mit Teilen der Herrschaft Binzburg bei Hohberg, Hofweier und Schutterwald gehörten sie zum Bezirk Ortenau im Ritterkanton Neckar-Schwarzwald des schwäbischen Ritterkreises.
Einer der letzten Angehörigen der Familie war Friedrich Karl Joseph Freiherr von Erthal (* 1719; † 1802). Er war der Sohn des kurmainzischen Obermarschalls Philipp Christoph von und zu Erthal (* 1689; † 1748) und der Maria Eva Freiin von Bettendorff. 1774 wurde er Erzbischof und Kurfürst von Mainz und der letzte Erzkanzler des Heiligen Römischen Reiches. 1805, mit dem Tod seines ledigen Bruders Lothar Franz Michael Freiherr von Erthal (* 1717), kurmainzischer Geheimrat, Oberforstmeister und Hofgerichtspräsident, erlosch das Geschlecht im Mannesstamm. Dessen Erbe fiel an die Grafen Coudenhove.

## Wappen
Das Wappen ist geviert. 1 und 4 in Rot zwei silbernen Balken, 2 und 3 Blau. Auf dem bekrönten Helm zwei Büffelhörner, die wie der Schild gezeichnet sind. Die Helmdecken sind links blau-silbern und rechts rot-silbern.

## Namensträger

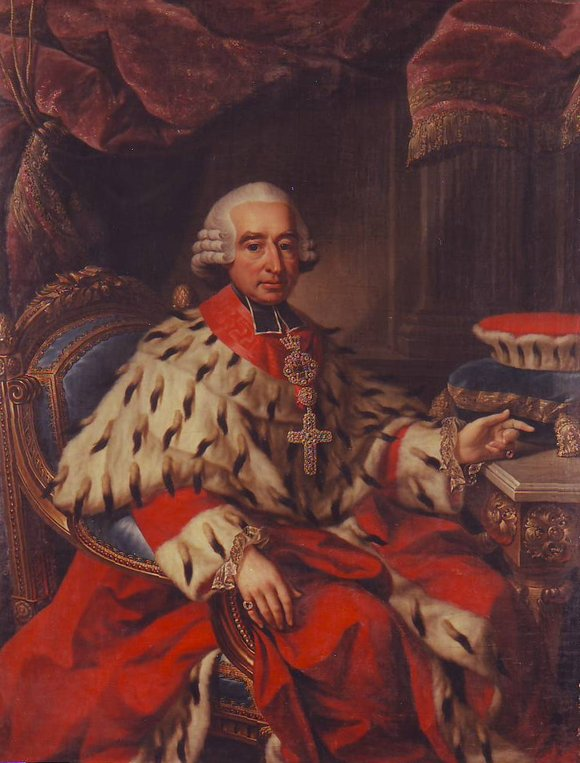
Friedrich Karl Joseph von Erthal (1719–1802), Erzbischof und Kurfürst von Mainz und Fürstbischof von Worms

- Georg Friedrich von Erthal[2] (* 1565; † 1601)
- Heinrich IV. von Erthal (* um 1200; † 1261?), Fürstabt des Klosters Fulda
- Johann Christoph von Erthal[3] (* 1682; † 1713), Domherr zu Bamberg, Kammerpräsident
- Karl Friedrich Wilhelm von Erthal (* 1717; † 1780), Würzburger Domherr und Geheimer Rat

Die 2 Ehefrauen und 11 Kinder des Philipp Christoph von und zu Erthal, aus der Linie Elfershausen bei Hammelburg:
- Philipp Christoph von und zu Erthal (* 1689; † 1748 in Mainz im Erthaler Hof), ab 1719 Mainzer Amtmann in Lohr am Main. Erbauer des Erthaler Hofes, Ende 1739 Umzug mit den Kindern nach Mainz in den Erthaler Hof, Ab 1740 Obermarschall und Sonderbotschafter in Mainz im Zuge des österreichischen Erbfolgekrieges.
- Eva Maria von und zu Erthal (* 1694; † 1738 in Lohr) abgekürzt EM. Geborene Freiin von Bettendorf. Erste Frau von Philipp Christoph (abgekürzt PC). Heirat 1717 in Falkenstein im Taunus. 1719 Umzug nach Lohr.
- Lothar Franz von Erthal[4][5] (* 1717 in Mainz; † 1805), mainzischer Staatsmann, Statthalter von Aschaffenburg, erstes Kind von PC und EM.
- Friedrich Karl Joseph von Erthal (* 1719 in Mainz; † 1802), Kurfürst und Erzbischof in Mainz und Fürstbischof von Worms, zweites Kind von PC und EM
- Heinrich Carl (* 1720 in Lohr; † 1721) drittes Kind von PC und EM
- Maria Anna (* 1722 in Lohr; † 1774 in Mainz) viertes Kind von PC und EM, ledig
- Maria Sophia Margaretha Catharina von Erthal (* 16. Juli 1725 in Lohr; † 16. Juli 1796 im Institut der englischen Fräulein in Bamberg), fünftes Kind von PC und EM, kurz nach der Geburt an Pocken erkrankt, fast erblindet und körperlich behindert, ledig bis zum Lebensende.[6] Sie war nicht das Vorbild für Schneewittchen[7] Wobei vor allem zu berücksichtigen ist, was im Grimm-Märchen steht: „Und wie das Kind geboren war, starb die Königin.“ und „Über ein Jahr nahm sich der König eine andere Gemahlin.“ Das passt nicht bei Maria Sophia. Und noch viele weitere Punkte sprechen dagegen.
- Johannes Nepomuk (* 1727 in Lohr; † 1727 in Lohr) sechstes Kind von PC und EM
- Maria Amalia (* 1728 in Lohr; † 1765 in Bamberg) siebtes Kind von PC und EM. Ab 1750 Stiftsdame in Bamberg
- Franz Ludwig von Erthal (* 1730 in Lohr; † 1795), Fürstbischof von Würzburg und Bamberg, achtes Kind von PC und EM
- Philipp Carl (* 1736 in Lohr; † 1737 in Lohr) neuntes Kind von PC und EM
- Carl Dietrich (* 1738 in Lohr; † 1740 in Mainz) zehntes Kind von PC und EM
- Elisabeth Claudia von und zu Erthal (* 1703; † 1767 in Mainz) abgekürzt EC. Geborene von Reichenstein, verwitwete von Venningen. Zweite Frau von PC. Heirat 1743 in Augsburg, nicht in Lohr. Lebte dann mit PC und seinen Kindern in Mainz, nicht in Lohr. Ohne ihre 2 Kinder aus 1. Ehe. Die lebten bei ihrem Vormund in Eichtersheim bei Sinsheim, nicht in Mainz und nicht in Lohr.
- Augusta Maria (* 1744 in Mainz; † 1748 in Mainz) Kind von PC und EC